# 掛川城
掛川城是位於日本靜岡縣掛川市掛川的一座城堡。現時所見到殘留的部份是由山內一豐增築時的模樣。室町時代中期文明（1469年 - 1487年）年間，守護大名・今川義忠的重臣朝比奈泰煕築城。1568年（永禄11年）今川氏慘遭武田松平兩派夾攻，今川氏以此固守半年後投降棄城。掛川城城代為家康的重臣石川家成与康通父子。家康轉封後由豐臣秀吉家臣山內一豐(五萬多石)入城，石垣、瓦葺、天守等近世城郭要件於此時完成。江戶年間因距離德川家康隱居的駿府很近故多由譜代大名作為城主，並於1621年再建三重天守，最終太田氏（太田道灌一族的系列）入主，並重新進行城的修築。幕末1854年（安政元年）東海地方一帶大地震襲擊（安政東海地震）、掛川城天守及大半的建物倒壞。1861年（文久元年）二之丸御殿重建，天守則未重建。1994年（平成6年）4月，以木構復原天守(複合式望樓型3重4階)。

## 外部連結
- 掛川城（掛川觀光協會）